# 刘继敏
刘继敏，男，中国共产党黨員、武警少將、中共十九大代表、中国共产党及中华人民共和国政治、軍事人物，歷仼武警多個部隊主官。

## 生平
歷仼武警8690部队部队长、武警陕西省总队司令员。 